# Margherita di Borbone-Dampierre
Margherita Dampierre o Margherita di Borbone (1211 circa – Provins, 12 aprile 1256) principessa della casa di Borbone, fu contessa consorte di Champagne, dal 1232 e regina consorte di Navarra, dal 1234 sino al 1253. Poi, sino alla morte, fu reggente sia del regno che della contea.

## Origine
Secondo la Chronica Albrici Monachi Trium Fontium, Margherita era figlia del Signore di Borbone, Arcimbaldo VIII e di Beatrice di Montluçon, che era figlia di Arcimbaldo signore di Montluçon e di Beatrice, figlia di Dreux di Mello Signore di Saint-Bris.

Arcimbaldo VIII, secondo la Chronica Albrici Monachi Trium Fontium, era il figlio primogenito del connestabile di Champagne, signore di Dampierre e Montluçon e signore di Borbone, Guido II e della moglie, la dama di Borbone, Matilde I, che sempre secondo la Chronica Albrici Monachi Trium Fontium, era figlia dell'erede della signoria di Borbone, Arcimbaldo di Borbone e della moglie, che, sia secondo la Histoire du Bourbonnais et des Bourbons qui l'ont possédé, Volume 1, che gli Etude sur la chronologie des sires de Bourbon, Xe-XIIIe siecles, era Alice di Borgogna.

## Biografia
Margherita, nata verso il 1220, nel marzo del 1232, venne promessa in sposa al conte di Champagne Tebaldo IV, che, secondo Les chansons de Thibaut de Champagne, roi de Navarre. Édition critique publiée par A. Wallensköld era l'unico figlio maschio del conte di Champagne, Tebaldo III e di Bianca di Navarra, che secondo il Nobiliario de D. Pedro Conde de Barcelos hijo del Rey D. Dionis de Portugal era figlia del re di Navarra Sancho VI il Saggio e Sancha di Castiglia, figlia del re di León e Castiglia, Alfonso VII.

Il 22 settembre 1232 Margherita divenne la terza moglie di Tebaldo, che fu odiato da una buona parte dei suoi ex amici per, come riporta il Diccionario biográfico español, Real Academia de la Historia, il mancato matrimonio  con Iolanda di Bretagna, figlia del suo compagno di rivolta e cospirazione Pietro Mauclerc e di Alice di Thouars; contro tale fidanzamento si erano pronunciati sia il re di Francia Luigi IX, che papa Gregorio IX, con una bolla datata Rieti Aprile 1232.
Il 7 aprile 1234, Margherita divenne regina consorte di Navarra, in quanto suo marito Tebaldo, dopo la morte del fratello di sua madre Bianca, il re di Navarra, Sancho VII il Forte, fu scelto come re dai navarresi a ricevere la corona di Navarra.
Suo padre, Arcimbaldo VIII, morì il 23 agosto 1242 e suo fratello, Arcimbaldo, gli succedette nella Signoria di Borbone, come Arcimbaldo IX.
Margherita rimase vedova nel 1253, suo marito Tebaldo, al ritorno di uno dei suoi viaggi in Champagne, morì a Pamplona, dove venne inumato, nel luglio del 1253, come riporta la "Corónicas" Navarras (Anno Domini M. CC. L. III., VIII Idus Iulii obiit apud Pampilonam dignus mrmoria Teobaldus serenissimus rex Navarre et comes palatinus Campanie atque Brie).
A Tebaldo succedette il figlio, Tebaldo II, e Margherita divenne reggente del regno di Navarra e della contea di Champagne, in nome del figlio allora tredicenne, come conferma il documento n° XVI dei Documents des Archives de la Chambre des Comtes de Navarre (1196-1384).

Nel documento n° 574 del Cartulaire de Hugues de Chalon (1220-1319) Margherita viene citata coi titoli di regina e contessa (Marguerite par la grace de Due royne de Navarre, de Champaigne et de Brye conteste palatine).
Margherita resse il governo sino alla sua morte, avvenuta, secondo la "Corónicas" Navarras il 12 aprile 1256 a Provins, Brie (Anno Domini M. CC. L. VI., II Idus aprili obiit apud Privgnum pie recoerationi Margarita illustrissima regina Navarre, commitissa Canpanie atque Brie), e il suo corpo fu inumato nell'abbazia di Clairvaux; secondo gli Obituaires de Sens Tome I.2, Chapelle Saint-Blaise, à Provins Margherita morì il 29 marzo del 1258 (29 Mar. ob. Margareta regina Navarre - 1258).

## Figli
Margherita diede al marito Tebaldo sei figli.:
- Eleonora (1233), morta giovane;
- Tebaldo (1239 – 1270), conte di Champagne e re di Navarra dal 1253 al 1270, sposò Isabella di Francia, come riporta la Chronique anonyme des rois de France[21] ;
- Margherita (1240 - 1307), che sposò nel 1255 Federico III († 1302) duca di Lorena[22]
- Pietro, morto nel 1257
- Beatrice (1242 – 1295), che sposò nel 1258 Ugo IV (1212 – 1272), duca di Borgogna[23]
- Enrico I il Grosso (1244 – 1274), conte di Champagne e re di Navarra dal 1270 al 1274, come conferma la Cronaca di Guglielmo di Nangis (Henricus rex Navarræ comesque Campaniæ)[24].

## Ascendenza
|                                 |   |                                  | Genitori                  |  |  | Nonni |  |  | Bisnonni                 |  |  | Trisnonni            |  |
|                                 |   |                                  |                           |  |  |       |  |  | Guglielmo I di Dampierre |  |  | Guido I di Dampierre |  |
|                                 |   |                                  |                           |  |  |       |  |  | Guglielmo I di Dampierre |  |  | Guido I di Dampierre |  |
|                                 |   | Helvide di Beaudement            |                           |  |  |       |  |  | Guglielmo I di Dampierre |  |  |                      |  |
| Guy II di Dampierre             |   |                                  |                           |  |  |       |  |  | Guglielmo I di Dampierre |  |  |                      |  |
|                                 |   | Ermengarda di Toucy              | Dreux de Toucy            |  |  |       |  |  |                          |  |  |                      |  |
|                                 |   | Ermengarda di Toucy              | Dreux de Toucy            |  |  |       |  |  |                          |  |  |                      |  |
|                                 |   | Ermengarda di Toucy              | …                         |  |  |       |  |  |                          |  |  |                      |  |
| Arcimbaldo VIII di Borbone      |   | Ermengarda di Toucy              |                           |  |  |       |  |  |                          |  |  |                      |  |
|                                 |   | Arcimbaldo di Borbone il Giovane | Arcimbaldo VII di Borbone |  |  |       |  |  |                          |  |  |                      |  |
|                                 |   | Arcimbaldo di Borbone il Giovane | Arcimbaldo VII di Borbone |  |  |       |  |  |                          |  |  |                      |  |
|                                 |   | Arcimbaldo di Borbone il Giovane | Agnese di Savoia          |  |  |       |  |  |                          |  |  |                      |  |
| Matilde I di Borbone            |   | Arcimbaldo di Borbone il Giovane |                           |  |  |       |  |  |                          |  |  |                      |  |
|                                 |   | Alice di Borgogna                | Oddone II di Borgogna     |  |  |       |  |  |                          |  |  |                      |  |
|                                 |   | Alice di Borgogna                | Oddone II di Borgogna     |  |  |       |  |  |                          |  |  |                      |  |
|                                 |   | Alice di Borgogna                | Maria di Blois            |  |  |       |  |  |                          |  |  |                      |  |
| Margherita di Borbone-Dampierre |   | Alice di Borgogna                |                           |  |  |       |  |  |                          |  |  |                      |  |
|                                 | … | …                                |                           |  |  |       |  |  |                          |  |  |                      |  |
|                                 | … | …                                |                           |  |  |       |  |  |                          |  |  |                      |  |
|                                 | … | …                                |                           |  |  |       |  |  |                          |  |  |                      |  |
| Arcimbaldo di Montlucon         | … |                                  |                           |  |  |       |  |  |                          |  |  |                      |  |
|                                 |   | …                                | …                         |  |  |       |  |  |                          |  |  |                      |  |
|                                 |   | …                                | …                         |  |  |       |  |  |                          |  |  |                      |  |
|                                 |   | …                                | …                         |  |  |       |  |  |                          |  |  |                      |  |
| Beatrice di Montluçon           |   | …                                |                           |  |  |       |  |  |                          |  |  |                      |  |
|                                 |   | …                                | …                         |  |  |       |  |  |                          |  |  |                      |  |
|                                 |   | …                                | …                         |  |  |       |  |  |                          |  |  |                      |  |
|                                 |   | …                                | …                         |  |  |       |  |  |                          |  |  |                      |  |
| …                               |   | …                                |                           |  |  |       |  |  |                          |  |  |                      |  |
|                                 |   | …                                | …                         |  |  |       |  |  |                          |  |  |                      |  |
|                                 |   | …                                | …                         |  |  |       |  |  |                          |  |  |                      |  |
|                                 |   | …                                | …                         |  |  |       |  |  |                          |  |  |                      |  |
|                                 |   | …                                |                           |  |  |       |  |  |                          |  |  |                      |  |

### Fonti primarie
- (LA)  Monumenta Germanica Historica, tomus XXIII.
- (LA)  (FR)  Etude sur la chronologie des sires de Bourbon, Xe-XIIIe siecles.
- (LA)  (FR)  Titres de la maison ducale de Bourbon, tome premier
- (LA)  Layettes du trésor des chartes, tome deuxieme.
- (FR)  Cartulaire de Hugues de Chalon (1220-1319).
- (ES)  Documents des Archives de la Chambre des Comtes de Navarre (1196-1384) (Paris) XVI, p. 17.
- (LA)  Obituaires de la province de Sens. Tome 2.
- (FR)  Les chansons de Thibaut de Champagne, roi de Navarre. Édition critique publiée par A. Wallensköld.
- (LA)  #ES Les Registres de Grégoire IX (Paris), Tome I.
- (LA)  #ES "Corónicas" Navarras.
- (PT)  Nobiliario de D. Pedro Conde de Barcelos hijo del Rey D. Dionis de Portugal.
- (LA)  Recueil des historiens des Gaules et de la France. Tome 21.
- (LA)  Chronique de Guillaume de Nangis/Règne de Philippe III le Hardi (1270-1285).
- (FR)  #ES Histoire généalogique des ducs de Bourgogne de la maison de France

### Letteratura storiografica
- Rafael Altamira, La Spagna (1031-1248), cap. XXI, vol. V, in Storia del mondo medievale, 1999, pp. 865–896;
- (FR)  HISTOIRE ECCLESIASTIQUE ET CIVILE DE LORRAINE, QUI COMPREND CE QUI, Volume 2.
- (FR)  #ES Histoire du Bourbonnais et des Bourbons qui l'ont possédé, Volume 1.
- (FR)  Etude sur la chronologie des sires de Bourbon, Xe-XIIIe siecles.
- (FR)  Lobineau, G. A. (1707) Histoire de Bretagne (Paris), Tome I.